# 小惠
《小惠》是描繪横田惠經歷的日本漫畫，由橫田惠父母橫田滋、橫田早紀江原作、監修，本壯一繪製。2004年12月—2005年7月於雙葉社《週刊漫畫ACTION》連載，2005年7月19日由雙葉社發行單行本，全2冊。本作有英语、簡體中文、韓語譯本，各語言全1冊，由日本国政府透過日本外交體系送給他國外交、政府及新聞媒體等人士，未在市面販售。

## 內容簡介
1977年，13歲日本女孩橫田惠在放學回家的路上失蹤，後經證實是遭朝鲜民主主义人民共和国特務綁架。接下來的四分之一世紀，橫田一家破碎，陷入苦惱，爲救出女兒而奔命。

## 出版書籍
| 卷數 | 出版日期      | ISBN               |
| ---- | ------------- | ------------------ |
| 前篇 | 2005年7月19日 | ISBN 4-575-29825-5 |
| 後篇 | 2005年7月19日 | ISBN 4-575-29826-3 |

## 網路動畫
2008年，日本国政府綁架問題對策本部爲呼籲海外各界關注朝鲜绑架日本人问题，將本作改編爲25分鐘長的原創網路動畫，3月28日起在綁架問題對策本部官方網站免費播放，並允許自由轉載。有日语、汉语、英语、韓語、俄语五語配音及字幕版本和法语、西班牙语、德语、意大利语四种字幕的日語配音版本。片尾曲SONG FOR MEGUMI由诺埃尔·保罗·斯图基、Yasu Nagai作詞、作曲，诺埃尔·保罗·斯图基演唱。

### 製作人員
- 監督、分鏡、演出、題字：大森英敏
- 腳本：三井秀樹
- 角色設計：及川博史
- 作畫監督：岡崎幸男、清水泰祐
- 原畫：大森英敏、Trans Arts、Triple A
- 描線：高橋成美
- 美術監督：
- 色彩設計：赤間三佐子
- 攝影監督：橋高敬司、志村豪
- 背景：italstudio
- 編集：長坂智樹、JAY FILM
- 數位編集：谷口寬、Creative Salon DTJ
- 錄音監督：赤間明吉
- 後期錄製工作室：澀江博之、加藤剛、林佳緒理、AMG
- 字母工作室：今井修治、Three S Studio
- 音響效果：和田俊也、Swara Production
- 音響制作協力：村上壮、Trial Production
- 配音：日本俳優聯合、稻川素子事務所
- 資料提供：產業經濟新聞社、朝日新聞社
- 宣傳：大石博之
- 制作協力：時事畫報社、DigitalNoise
- 協力：橫田滋、橫田早紀江、本壯一、雙葉社
- 制作人：橋本一、常松孝志、
- 動畫制作人：今成英司
- 動畫制作：Trans Arts
- 企劃、製作：日本国政府綁架問題對策本部

### 配音演員
日語配音演員係山寺宏一號召日本俳優聯合後自願參與。山寺宏一說：「綁架漠視人權，不可接受。我們日本人應表明不滿。」
| 人物                         | 配音演員   | 配音演員        | 配音演員     | 配音演員       | 配音演員                |
| 人物                         | 日語       | 英語            | 漢語         | 韓語           | 俄語                    |
| ---------------------------- | ---------- | --------------- | ------------ | -------------- | ----------------------- |
| 橫田惠                       | 高山南     | 索内丝·史蒂文斯 | Li Liang     | Jin Dal-rae    | 玛丽娜·阿尔秋申科       |
| 橫田滋                       | 山寺宏一   | 沃尔特·罗伯茨   | 齊中凌       | Park Kyong-wan | 格里戈里·阿普赫京       |
| 橫田早紀江                   | 深見梨加   | 萨莉·越中       | Piao Zhenlin | Lee Mi-sung    | 玛丽娜·别洛娃           |
| 橫田拓也、橫田哲也（未成年） | 田野惠     | 斯泰西·鲍威尔   | Li Xiangning | Kim Eui-jung   | 阿纳斯塔西娅·博尔德列娃 |
| 橫田拓也、橫田哲也（成年）   | 島田敏     | 戴维·沙夫尔     | Wang Wanzhou | Cheon Kui-uk   | 费奥多尔·索恩采夫       |
| 同事                         | 三木真一郎 | 戴维·沙夫尔     | Chang Yuxing | Chang Sung-hee | 阿纳托利·克拉斯诺夫     |
| 護士                         | 赤池裕美子 | 斯泰西·鲍威尔   | Ri Gyomei    | Kim Eui-jung   | 阿纳斯塔西娅·博尔德列娃 |
| 文員                         | 川中子雅人 | 戴维·沙夫尔     | Jo Gyosei    | Chang Sung-hee | 阿纳托利·克拉斯诺夫     |
| 政府職員                     | 田原阿爾諾 | 戴维·沙夫尔     | Jo Gyosei    | Chang Sung-hee | 阿纳托利·克拉斯诺夫     |
| 壺                           | 嶋方淳子   | 斯泰西·鲍威尔   | Ri Gyomei    | Kim Eui-jung   | 阿纳斯塔西娅·博尔德列娃 |
| 畫外音                       | 羽佐間道夫 | 沃尔特·罗伯茨   | 齊中凌       | Park Kyong-wan | 格里戈里·阿普赫京       |

## 外部連結
- 網路動畫《小惠》下載 （页面存档备份，存于）
- 小惠（漫畫）在動畫新聞網百科全書中的資料（英文）